# Cross Road
Pour les articles homonymes, voir Crossroads.
 (novembre 2017).
Si vous disposez d'ouvrages ou d'articles de référence ou si vous connaissez des sites web de qualité traitant du thème abordé ici, merci de compléter l'article en donnant les références utiles à sa vérifiabilité et en les liant à la section « Notes et références ».
Albums de Bon Jovi
Keep the Faith
(1992) These Days
(1995)
Singles
1. Always
Sortie : 20 septembre 1994
2. Someday I'll Be Saturday Night
Sortie : 4 février 1995

Cross Road (également nommé Cross Road: The Best of Bon Jovi) est la première compilation du groupe de rock et heavy metal américain Bon Jovi, sortie le 11 octobre 1994 sur le label Mercury Records.

## Présentation
L'album contient des hits de la période comprise entre Bon Jovi (1984) et Keep the Faith (1992).
Cette compilation est arrivée sur le marché pour permettre au groupe de composer sereinement son sixième album studio, These Days. Finalement, elle se vend à 21 millions d'exemplaires, ce qui en fait la deuxième meilleure vente du groupe derrière Slippery When Wet (1986).
Il est, également, l'album le plus vendu de Bon Jovi en 1994 dans de nombreux pays, principalement au Royaume-Uni où il est la meilleure vente de l'année tous artistes confondus, et continue à bien se vendre. Cross Road est, d'ailleurs, cité comme étant l'un des albums les plus vendus de tous les temps.
Cependant, Jon Bon Jovi considère que ce disque est sorti au mauvais moment, artistiquement parlant, tant la différence entre les quatre premiers albums de Bon Jovi et Keep the Faith, le précédent opus, est flagrante[réf. nécessaire].

### Inédits et bonus
Deux nouveaux titres inédits, Always et Someday I'll Be Saturday Night, figurent dans cette compilation. Ces chansons font régulièrement partie des concerts du groupe. Leurs démos, assez différentes, sont également présentes dans le coffret 100,000,000 Bon Jovi Fans Can't Be Wrong (2004).
Always est, selon Tico Torres, « une chanson typique de Jon [Bon Jovi]. » Elle est, initialement, composée pour la bande originale du film Romeo Is Bleeding (de Peter Medak, 1993) mais le groupe la conservera finalement. Sortie comme premier single, en même temps que l'album, cette chanson devient un succès international, la plus grosse vente mondiale du groupe et permet à l'album de se classer no 1 dans 13 pays.
Ce titre se classe 4e, en meilleure position le 10 décembre 1994, du Billboard Hot 100, classement où il reste durant 32 semaines (plus de 6 mois).
Blaze of Glory n'est pas un titre du groupe Bon Jovi, mais de Jon Bon Jovi, provenant de l'album du même nom (1990). Celui-ci s'étant bien vendu (le single a été no 1 des charts aux États-Unis), le groupe la joue sur scène durant la tournée Keep the Faith, ce qui explique sa présence dans la compilation au détriment de titres moins connus du groupe.
Runaway n'a jamais été enregistré avec le groupe actuel et, à l'époque de cette compilation, il est prévu de mettre un Runaway'94 sur l'album mais ce titre ne sera jamais été enregistré[réf. nécessaire].
Dans l'édition nord-américaine, une nouvelle version mise à jour de Livin' on a Prayer intitulée Prayer '94 prend la place du morceau In These Arms de l'édition standard internationale.
Dans l'édition japonaise, ce même titre est remplacé par Tokyo Road (extrait de l'album 7800° Fahrenheit, 1985).

### Réédition
En 2005, l'album est réédité dans une version box set de 3 disques intitulée Deluxe Sound and Vision, comprenant cette compilation remastérisée, l'ajout d'un deuxième disque de faces B et raretés ainsi qu'un DVD Live in London, sorti originellement en 1995.
L'album remastérisé original est publié seul, une première fois, en 1998. 

## Liste des titres
| Édition standard internationale | Édition standard internationale | Édition standard internationale             | Édition standard internationale | Édition standard internationale | Édition standard internationale | Édition standard internationale | Édition standard internationale | Édition standard internationale | Édition standard internationale |
| No                              | Titre                           | Auteur                                      | Album original                  | Durée                           |                                 |                                 |                                 |                                 |                                 |
| ------------------------------- | ------------------------------- | ------------------------------------------- | ------------------------------- | ------------------------------- | ------------------------------- | ------------------------------- | ------------------------------- | ------------------------------- | ------------------------------- |
| 1.                              | Livin' on a Prayer              | Jon Bon Jovi, Richie Sambora, Desmond Child | Slippery When Wet (1986)        | 4:11                            |                                 |                                 |                                 |                                 |                                 |
| 2.                              | Keep the Faith                  | Bon Jovi, Sambora, Child                    | Keep the Faith (1992)           | 5:45                            |                                 |                                 |                                 |                                 |                                 |
| 3.                              | Someday I'll Be Saturday Night  | Bon Jovi, Sambora, Child                    | Titre inédit                    | 4:40                            |                                 |                                 |                                 |                                 |                                 |
| 4.                              | Always                          | Bon Jovi                                    | Titre inédit                    | 5:54                            |                                 |                                 |                                 |                                 |                                 |
| 5.                              | Wanted Dead or Alive            | Bon Jovi, Sambora                           | Slippery When Wet               | 5:07                            |                                 |                                 |                                 |                                 |                                 |
| 6.                              | Lay Your Hands on Me            | Bon Jovi, Sambora                           | New Jersey (1988)               | 5:59                            |                                 |                                 |                                 |                                 |                                 |
| 7.                              | You Give Love a Bad Name        | Bon Jovi, Sambora, Child                    | Slippery When Wet               | 3:44                            |                                 |                                 |                                 |                                 |                                 |
| 8.                              | Bed of Roses                    | Bon Jovi                                    | Keep the Faith                  | 6:35                            |                                 |                                 |                                 |                                 |                                 |
| 9.                              | Blaze of Glory                  | Bon Jovi                                    | Blaze of Glory (1990)           | 5:40                            |                                 |                                 |                                 |                                 |                                 |
| 10.                             | In These Arms                   | Bon Jovi, Sambora, David Bryan              | Keep the Faith                  | 5:16                            |                                 |                                 |                                 |                                 |                                 |
| 11.                             | Bad Medicine                    | Bon Jovi, Sambora, Child                    | New Jersey                      | 5:17                            |                                 |                                 |                                 |                                 |                                 |
| 12.                             | I'll Be There for You           | Bon Jovi, Sambora                           | New Jersey                      | 5:42                            |                                 |                                 |                                 |                                 |                                 |
| 13.                             | In and Out of Love              | Bon Jovi                                    | 7800° Fahrenheit (1985)         | 4:27                            |                                 |                                 |                                 |                                 |                                 |
| 14.                             | Runaway                         | Bon Jovi, George Karak                      | Bon Jovi (1984)                 | 3:53                            |                                 |                                 |                                 |                                 |                                 |
| 72:11                           |                                 |                                             |                                 |                                 |                                 |                                 |                                 |                                 |                                 |

### Éditions alternatives et bonus
| Édition alternative Japon (Mercury Records, 1994) | Édition alternative Japon (Mercury Records, 1994) | Édition alternative Japon (Mercury Records, 1994) | Édition alternative Japon (Mercury Records, 1994) | Édition alternative Japon (Mercury Records, 1994) | Édition alternative Japon (Mercury Records, 1994) | Édition alternative Japon (Mercury Records, 1994) | Édition alternative Japon (Mercury Records, 1994) | Édition alternative Japon (Mercury Records, 1994) | Édition alternative Japon (Mercury Records, 1994) |
| No                                                | Titre                                             | Auteur                                            | Album original                                    | Durée                                             |                                                   |                                                   |                                                   |                                                   |                                                   |
| ------------------------------------------------- | ------------------------------------------------- | ------------------------------------------------- | ------------------------------------------------- | ------------------------------------------------- | ------------------------------------------------- | ------------------------------------------------- | ------------------------------------------------- | ------------------------------------------------- | ------------------------------------------------- |
| 10.                                               | Tokyo Road                                        | Bon Jovi, Sambora                                 | 7800° Fahrenheit                                  | 5:44                                              |                                                   |                                                   |                                                   |                                                   |                                                   |
| 72:39                                             |                                                   |                                                   |                                                   |                                                   |                                                   |                                                   |                                                   |                                                   |                                                   |

| Édition alternative États-Unis (Mercury Records, 1994) | Édition alternative États-Unis (Mercury Records, 1994) | Édition alternative États-Unis (Mercury Records, 1994) | Édition alternative États-Unis (Mercury Records, 1994) | Édition alternative États-Unis (Mercury Records, 1994) | Édition alternative États-Unis (Mercury Records, 1994) | Édition alternative États-Unis (Mercury Records, 1994) | Édition alternative États-Unis (Mercury Records, 1994) | Édition alternative États-Unis (Mercury Records, 1994) | Édition alternative États-Unis (Mercury Records, 1994) |
| No                                                     | Titre                                                  | Auteur                                                 | Album original                                         | Durée                                                  |                                                        |                                                        |                                                        |                                                        |                                                        |
| ------------------------------------------------------ | ------------------------------------------------------ | ------------------------------------------------------ | ------------------------------------------------------ | ------------------------------------------------------ | ------------------------------------------------------ | ------------------------------------------------------ | ------------------------------------------------------ | ------------------------------------------------------ | ------------------------------------------------------ |
| 10.                                                    | Prayer '94                                             | Bon Jovi, Sambora, Child                               | Titre inédit                                           | 5:16                                                   |                                                        |                                                        |                                                        |                                                        |                                                        |
| 72:11                                                  |                                                        |                                                        |                                                        |                                                        |                                                        |                                                        |                                                        |                                                        |                                                        |

| Titre bonus - Édition internationale exclusivement (hors États-Unis) (Mercury Records, octobre 1994) | Titre bonus - Édition internationale exclusivement (hors États-Unis) (Mercury Records, octobre 1994) | Titre bonus - Édition internationale exclusivement (hors États-Unis) (Mercury Records, octobre 1994) | Titre bonus - Édition internationale exclusivement (hors États-Unis) (Mercury Records, octobre 1994) | Titre bonus - Édition internationale exclusivement (hors États-Unis) (Mercury Records, octobre 1994) | Titre bonus - Édition internationale exclusivement (hors États-Unis) (Mercury Records, octobre 1994) | Titre bonus - Édition internationale exclusivement (hors États-Unis) (Mercury Records, octobre 1994) | Titre bonus - Édition internationale exclusivement (hors États-Unis) (Mercury Records, octobre 1994) | Titre bonus - Édition internationale exclusivement (hors États-Unis) (Mercury Records, octobre 1994) | Titre bonus - Édition internationale exclusivement (hors États-Unis) (Mercury Records, octobre 1994) |
| No                                                                                                   | Titre                                                                                                | Auteur                                                                                               | Album original                                                                                       | Durée                                                                                                | | | | | |
| --- | --- | --- | --- | --- | --- | --- | --- | --- | --- |
| 15.                                                                                                  | Never Say Goodbye                                                                                    | Bon Jovi, Sambora                                                                                    | Slippery When Wet                                                                                    | 4:50                                                                                                 | | | | | |
| 77:03                                                                                                | | | | | | | | | |

| 1. | Always                             | Live, 1994 : St. Denis Theater   | 5:43 |
| 2. | Someday I'll Be Saturday Night     | Live, 1994 : Fox Theater         | 4:44 |
| 3. | With a Little Help from My Friends | Live, 1994 : St. Denis Theater   | 6:16 |
| 4. | Good Guys Don't Always Wear White  | Studio outtake                   | 4:30 |
| 5. | Blaze of Glory                     | Live, 1992 : Count Basie Theater | 5:43 |
| 6. | Stranger in This Town              | Live, 1992 : Count Basie Theater | 6:39 |

Note
La chanson Good Guys Don't Always Wear White est présentée dans le film Deux cow-boys à New York (1994). Bien que Bon Jovi ait également publié une vidéo musicale de cette chanson, elle n'a jamais été diffusée en tant que single.

## Deluxe Sound and Vision edition
Réédition 2 × CD + DVD-Vidéo « Deluxe Sound and Vision » incluant un disque bonus B Sides and Rarities et un DVD du Live à Londres le 25 juin 1995 (Europe, Mercury Records, 2005).
| Disque 2 : « B Sides and Rarities » | Disque 2 : « B Sides and Rarities »               | Disque 2 : « B Sides and Rarities »  | Disque 2 : « B Sides and Rarities »                                                                           | Disque 2 : « B Sides and Rarities » | Disque 2 : « B Sides and Rarities » | Disque 2 : « B Sides and Rarities » | Disque 2 : « B Sides and Rarities » | Disque 2 : « B Sides and Rarities » | Disque 2 : « B Sides and Rarities » |
| No                                  | Titre                                             | Auteur                               | Parution original                                                                                             | Durée                               |                                     |                                     |                                     |                                     |                                     |
| ----------------------------------- | ------------------------------------------------- | ------------------------------------ | --- | ----------------------------------- | ----------------------------------- | ----------------------------------- | ----------------------------------- | ----------------------------------- | ----------------------------------- |
| 1.                                  | The Radio Saved My Life Tonight                   | Jon Bon Jovi, Richie Sambora         | 100,000,000 Bon Jovi Fans Can't Be Wrong (Box set, 2004)                                                      | 5:09                                |                                     |                                     |                                     |                                     |                                     |
| 2.                                  | Wild in the Streets                               | Bon Jovi                             | Slippery When Wet (1986)                                                                                      | 3:55                                |                                     |                                     |                                     |                                     |                                     |
| 3.                                  | Diamond Ring                                      | Bon Jovi, Sambora, Desmond Child     | These Days (1995)                                                                                             | 3:46                                |                                     |                                     |                                     |                                     |                                     |
| 4.                                  | Good Guys Don't Always Wear White                 | Bon Jovi, Sambora                    | BO du film Deux cow-boys à New York (1994) et 100,000,000 Bon Jovi Fans Can't Be Wrong                        | 4:31                                |                                     |                                     |                                     |                                     |                                     |
| 5.                                  | The Boys Are Back in Town (reprise de Thin Lizzy) | Phil Lynott                          | Stairway to Heaven/Highway to Hell (de) (compilation, 1989) et New Jersey (1988)                              | 4:04                                |                                     |                                     |                                     |                                     |                                     |
| 6.                                  | Edge of a Broken Heart                            | Bon Jovi, Sambora, Child             | BO du film Disorderlies (en) et 100,000,000 Bon Jovi Fans Can't Be Wrong                                      | 4:35                                |                                     |                                     |                                     |                                     |                                     |
| 7.                                  | Postcards From the Wasteland (Demo)               | Bon Jovi, Sambora                    | Face B du single All About Lovin' You (en)                                                                    | 4:24                                |                                     |                                     |                                     |                                     |                                     |
| 8.                                  | Blood on Blood (Live)                             | Bon Jovi, Child, Sambora             | Face B du maxi Living in Sin                                                                                  | 6:50                                |                                     |                                     |                                     |                                     |                                     |
| 9.                                  | Let It Rock                                       | Bon Jovi, Sambora                    | Slippery When Wet                                                                                             | 5:24                                |                                     |                                     |                                     |                                     |                                     |
| 10.                                 | Starting All Over Again                           | Bon Jovi, Sambora                    | Version alternative de l'édition japonaise de Keep the Faith tiré de 100,000,000 Bon Jovi Fans Can't Be Wrong | 3:44                                |                                     |                                     |                                     |                                     |                                     |
| 11.                                 | Blood Money (Live)                                | Bon Jovi                             | Face B du single Dry County (en)                                                                              | 2:27                                |                                     |                                     |                                     |                                     |                                     |
| 12.                                 | Save a Prayer                                     | Bon Jovi, Sambora                    | Titre bonus des éditions Japon et Europe de Keep the Faith                                                    | 5:56                                |                                     |                                     |                                     |                                     |                                     |
| 13.                                 | Lucky (Demo)                                      | Bon Jovi, Sambora, Marti Frederiksen | Face B du single Everyday                                                                                     | 3:47                                |                                     |                                     |                                     |                                     |                                     |
| 14.                                 | Why Aren't You Dead?                              | Bon Jovi, Child, Sambora             | 100,000,000 Bon Jovi Fans Can't Be Wrong                                                                      | 3:32                                |                                     |                                     |                                     |                                     |                                     |
| 15.                                 | Raise Your Hands                                  | Bon Jovi, Sambora                    | Slippery When Wet                                                                                             | 4:15                                |                                     |                                     |                                     |                                     |                                     |
| 66:20                               |                                                   |                                      | |                                     |                                     |                                     |                                     |                                     |                                     |

### Live in London
Live in London (en) est la vidéo d'un concert du groupe Bon Jovi. Il s'agit du premier enregistrement live du groupe, tourné au stade de Wembley le 25 juin 1995 devant 72 000 fans lors de la tournée These Days Tour.
Réalisé par David Mallet et produit par Andy Picheta (en), la vidéo présente Bon Jovi effectuant certains de ses succès en direct, ainsi que quelques chansons de leur album These Days.
Pour la production, Mallett et Picheta obtiennent une nomination dans la catégorie « Best Long Form Music Video » (en français : Meilleure vidéo musicale longue durée) lors de la cérémonie annuelle des 39e Grammy Awards.
La dernière piste These Days est une vidéo musicale bonus compilée à partir de séquences du concert Live from London plutôt qu'une performance unique en live. Elle utilise la piste audio studio complète et diffère, donc, de la vidéo promotionnelle.
Détails d'édition
Le concert est initialement publié, seul, sur cassette VHS en 1995, puis mondialement sur DVD en 2003. Il est également inclus dans le coffret Cross Road: Deluxe Sound and Vision en 2005.
La version DVD originale ne contient aucun titre, bonus ou extra supplémentaire et le contenu existant n'est pas remasterisé.
Liste des titres
| Disque 3 du coffret Cross Road - Deluxe Sound and Vision : DVD-Vidéo Live in London, le 25 juin 1995 | Disque 3 du coffret Cross Road - Deluxe Sound and Vision : DVD-Vidéo Live in London, le 25 juin 1995 | Disque 3 du coffret Cross Road - Deluxe Sound and Vision : DVD-Vidéo Live in London, le 25 juin 1995 | Disque 3 du coffret Cross Road - Deluxe Sound and Vision : DVD-Vidéo Live in London, le 25 juin 1995 | Disque 3 du coffret Cross Road - Deluxe Sound and Vision : DVD-Vidéo Live in London, le 25 juin 1995 | Disque 3 du coffret Cross Road - Deluxe Sound and Vision : DVD-Vidéo Live in London, le 25 juin 1995 | Disque 3 du coffret Cross Road - Deluxe Sound and Vision : DVD-Vidéo Live in London, le 25 juin 1995 | Disque 3 du coffret Cross Road - Deluxe Sound and Vision : DVD-Vidéo Live in London, le 25 juin 1995 | Disque 3 du coffret Cross Road - Deluxe Sound and Vision : DVD-Vidéo Live in London, le 25 juin 1995 | Disque 3 du coffret Cross Road - Deluxe Sound and Vision : DVD-Vidéo Live in London, le 25 juin 1995 |
| No                                                                                                   | Titre                                                                                                | Durée                                                                                                | | | | | | | |
| --- | --- | --- | --- | --- | --- | --- | --- | --- | --- |
| 1.                                                                                                   | Livin' on a Prayer                                                                                   | 11:27                                                                                                | | | | | | | |
| 2.                                                                                                   | You Give Love a Bad Name                                                                             | 4:00                                                                                                 | | | | | | | |
| 3.                                                                                                   | Keep the Faith                                                                                       | 7:22                                                                                                 | | | | | | | |
| 4.                                                                                                   | Always                                                                                               | 7:43                                                                                                 | | | | | | | |
| 5.                                                                                                   | Blaze of Glory                                                                                       | 5:42                                                                                                 | | | | | | | |
| 6.                                                                                                   | Lay Your Hands on Me                                                                                 | 10:47                                                                                                | | | | | | | |
| 7.                                                                                                   | I'll Sleep When I'm Dead / Papa Was a Rollin' Stone (Medley)                                         | 4:14                                                                                                 | | | | | | | |
| 8.                                                                                                   | Bad Medicine / Shout (Medley)                                                                        | 3:29                                                                                                 | | | | | | | |
| 9.                                                                                                   | Hey God                                                                                              | 6:12                                                                                                 | | | | | | | |
| 10.                                                                                                  | Wanted Dead or Alive                                                                                 | 3:22                                                                                                 | | | | | | | |
| 11.                                                                                                  | This Ain't a Love Song                                                                               | 7:19                                                                                                 | | | | | | | |
| 12.                                                                                                  | These Days (Vidéo bonus)                                                                             | 10:03                                                                                                | | | | | | | |
| 89:55                                                                                                | | | | | | | | | |

## Membres du groupe
- Jon Bon Jovi : chant (frontman), guitare
- Richie Sambora : guitare, guitare solo, chœurs
- Alec John Such : basse, chœurs
- David Bryan : claviers, chœurs
- Tico Torres : batterie, percussions

## Certifications
| Région                                                                                                 | Certification | Ventes/Streams |
| --- | ------------- | -------------- |
| Allemagne (BM)                                                                                         | 2 × Platine   | 1 000 000^     |
| Argentine (ACPVP)                                                                                      | 4 × Platine   | 240 000x       |
| Australie (ARIA)                                                                                       | 11 × Platine  | 770 000^       |
| Autriche (IFPI)                                                                                        | 3 × Platine   | 450 000x       |
| Canada (Music Canada)                                                                                  | Diamant       | 1 000 000^     |
| Espagne (PME)                                                                                          | 4 × Platine   | 0^             |
| États-Unis (RIAA)                                                                                      | 4 × Platine   | 4 000 000^     |
| Finlande (IFPI)                                                                                        | 2 × Platine   | 123 354        |
| France (SNEP)                                                                                          | Or            | 100 000*       |
| Hongrie (Mahasz)                                                                                       | Or            | 25 000x        |
| Italie (FIMI)                                                                                          | 5 × Platine   | 500 000*       |
| Japon (RIAJ)                                                                                           | Diamant       | 1 150 000      |
| Nouvelle-Zélande (RMNZ)                                                                                | 6 × Platine   | 90 000^        |
| Pologne (ZPAV)                                                                                         | Or            | 50 000*        |
| Suède (GLF),                                                                                           | Platine       | 100 000^       |
| Suisse (IFPI)                                                                                          | 3 × Platine   | 150 000x       |
| Royaume-Uni (BPI)                                                                                      | 6 × Platine   | 300 000^       |
| Résumé                                                                                                 |               |                |
| Europe (IFPI)                                                                                          | 8 × Platine   | 1 000 000*     |
| *Ventes selon la certification ^Mise en rayon selon la certification xNon précisé par la certification |               |                |